# Sobór Świętych Cyryla i Metodego w Pradze
Sobór Świętych Cyryla i Metodego – prawosławny sobór w Pradze, katedra eparchii praskiej Kościoła Prawosławnego Czech i Słowacji. Świątynia służy również miejscowej parafii (w archidekanacie praskim).
Sobór znajduje się na rogu ulic Resslova i Na Zderaze na praskim Nowym Mieście. 

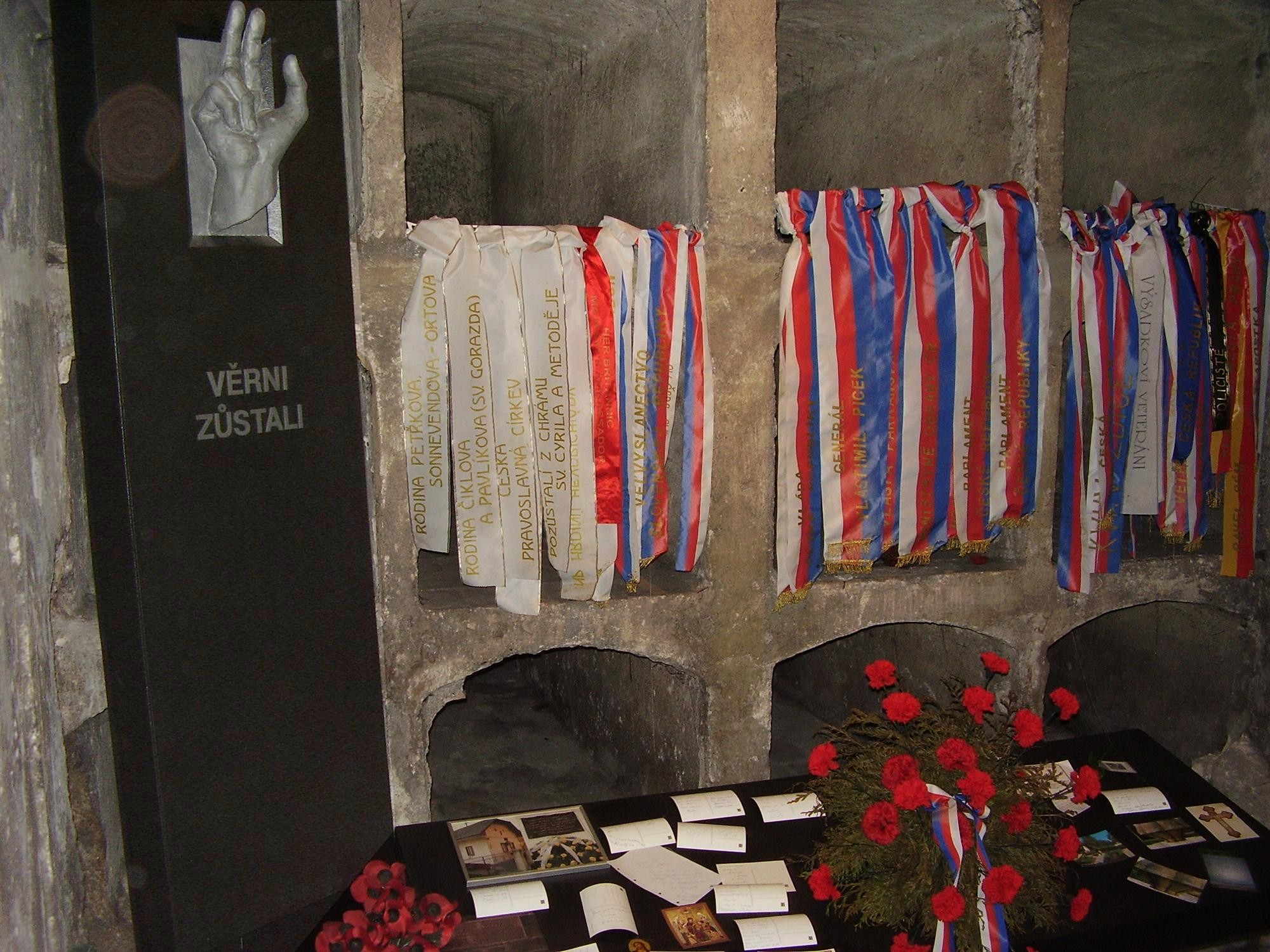
Tablica ku czci poległych spadochroniarzy w krypcie kościoła

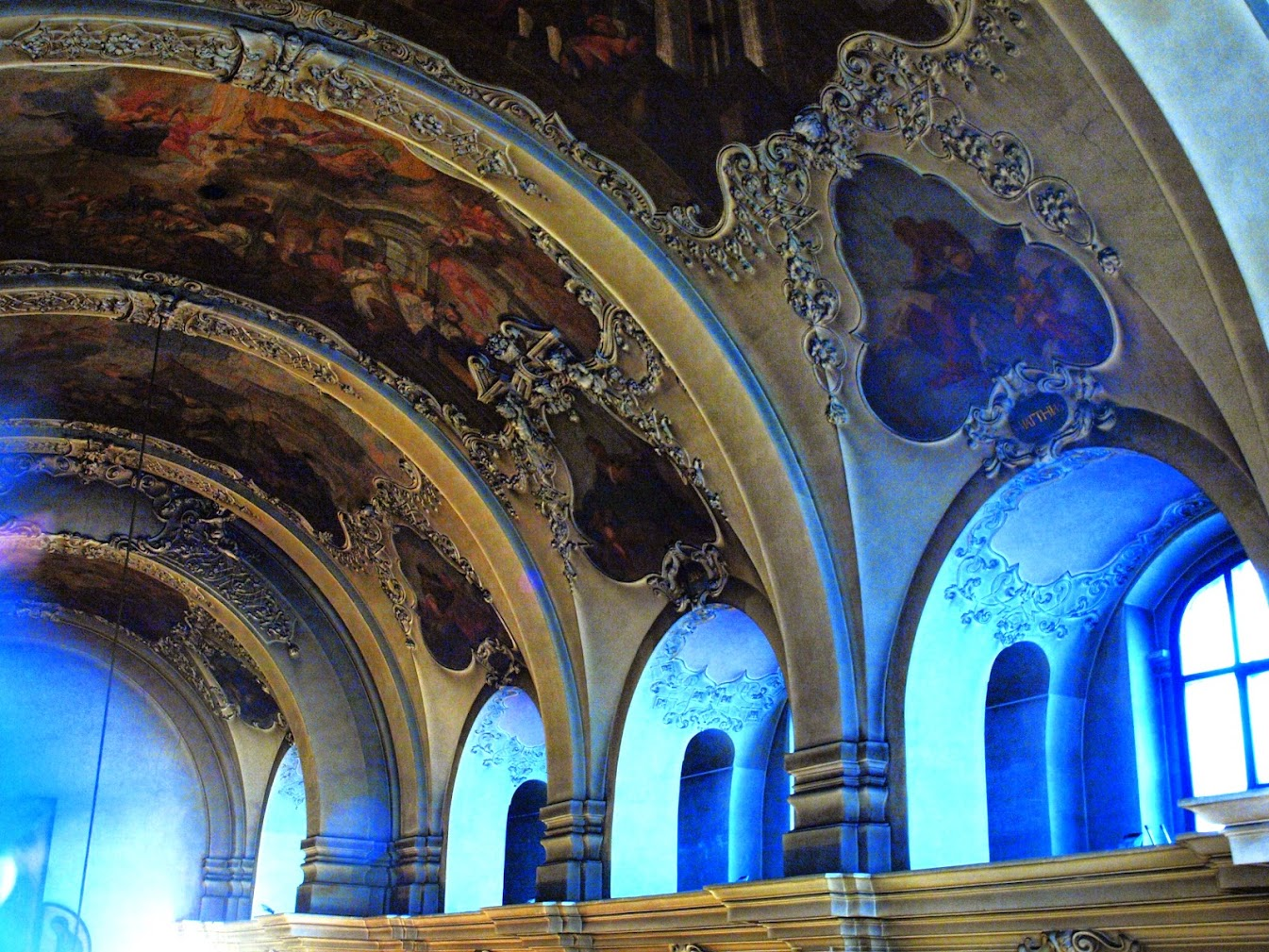
Widok na sklepienie kościoła

Budynek, będący pierwotnie kościołem rzymskokatolickim pw. św. Karola Boromeusza, jest dziełem barokowych architektów Kiliána Ignáca Dienzenhofera i Pavla Ignáca Bayera. Powstał w latach 1730–1736 jako część sąsiedniego domu (szpitala) księży-emerytów, który został zlikwidowany w 1783 i zamieniony na koszary i magazyny. W 1866 budynek został przekazany Politechnice Czeskiej w Pradze (ČVUT) w celu przekształcenia na salę wykładową, co się jednak nie stało; służył w związku z tym jako magazyn teatralny. 29 września 1935 kościół został uroczyście poświęcony Świętym Cyrylowi i Metodemu i stał się siedzibą prawosławnego biskupa Gorazda II.
W następstwie zmian krajobrazu w latach 80. XIX w. obiekt stoi obecnie na 3-metrowym tarasie powyżej okolicznych budynków.
Podczas niemieckiej okupacji w krypcie cerkwi ukrywali się spadochroniarze – członkowie ruchu oporu, którzy dokonali zamachu na Reinharda Heydricha. 18 czerwca 1942 wykryci przez nazistów w efekcie zdrady Karela Čurdy i Viliama Gerika stoczyli z nimi nierówną walkę i zginęli: por. Adolf Opálka, sierż. Jozef Gabčík, sierż. Jan Kubiš, sierż. Josef Valčík, st. kpr. Josef Bublík, st. kpr. Jan Hrubý, plut. Jaroslav Švarc. Za pomoc spadochroniarzom skazani na karę śmierci i straceni zostali również przedstawiciele Prawosławnej Cerkwi Czechosłowacji: biskup Gorazd II, proboszcz parafii Václav Čikl, ks. dr. Vladimír Petřek i przewodniczący gminy parafialnej Jan Sonnevend. W następstwie tego wydarzenia we wrześniu 1942 działalność Kościoła prawosławnego na terenie Protektoratu Czech i Moraw została zakazana.
Obecnie (XXI w.) cerkiew jest własnością Kościoła prawosławnego. Proboszczem parafii katedralnej jest ks. dr Jaroslav Šuvarský. Boska Liturgia odbywa się w każdą sobotę o 17 i w każdą niedzielę o 9:30 oraz w święta według prawosławnego kalendarza liturgicznego.

## Galeria

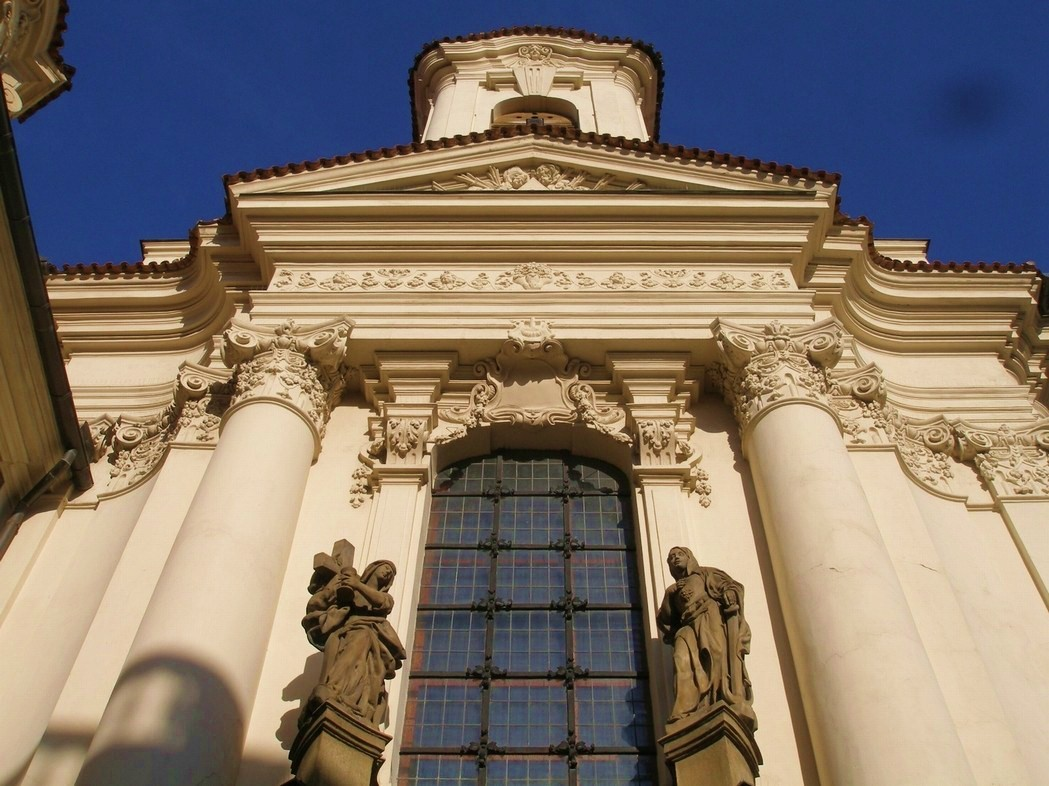
Portal cerkwi
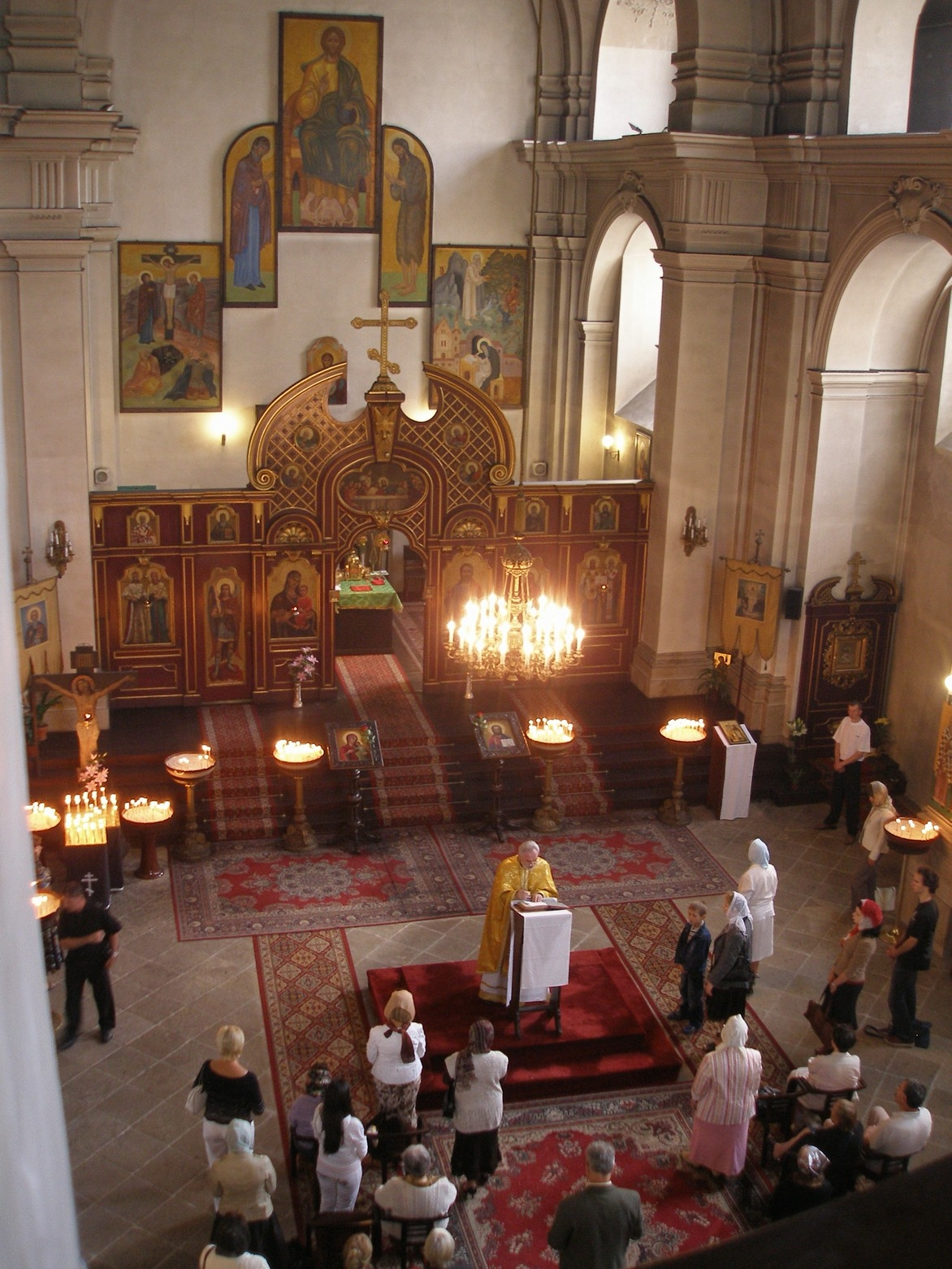
Niedzielna Boska Liturgia
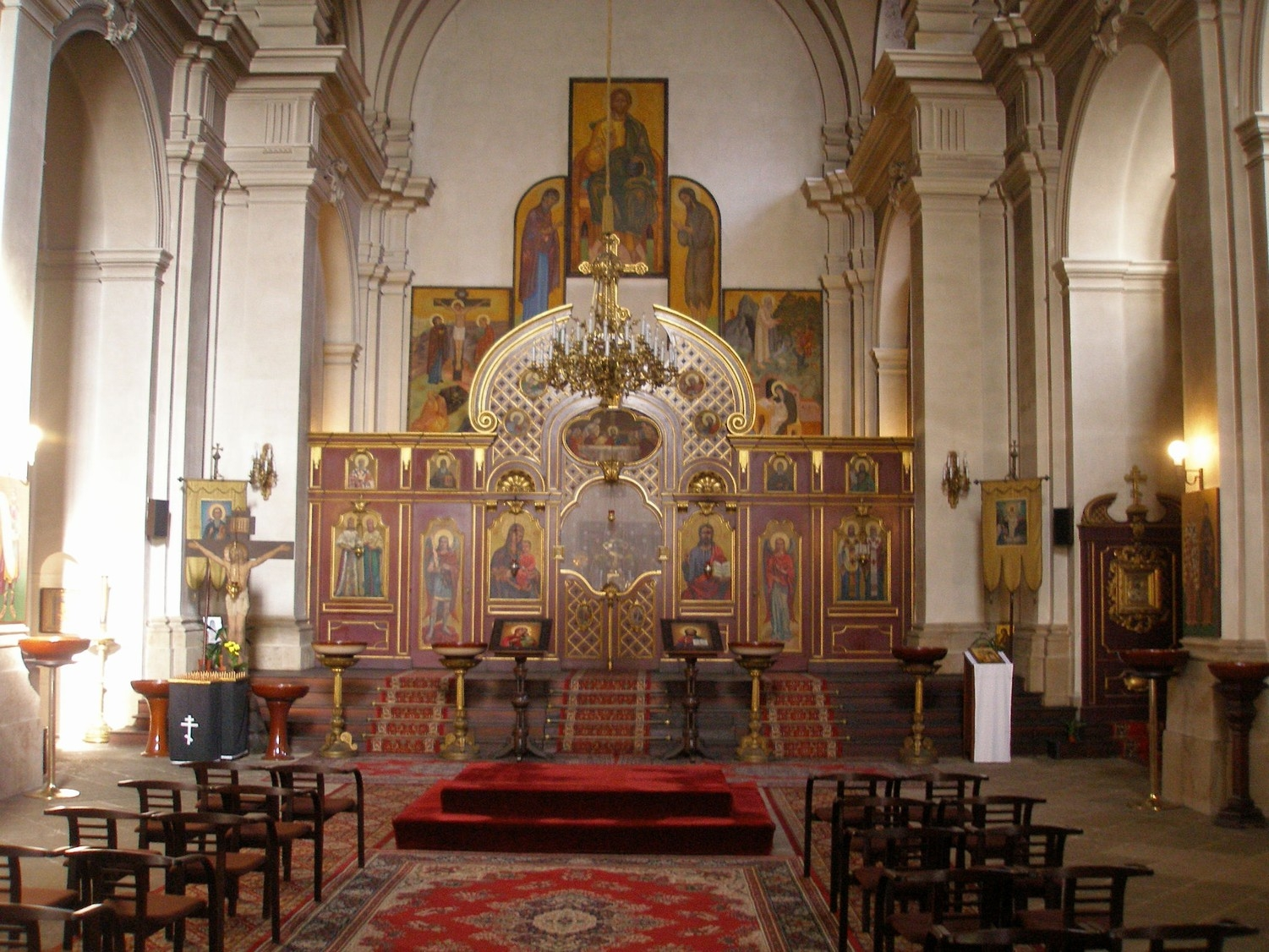
Wnętrze cerkwi
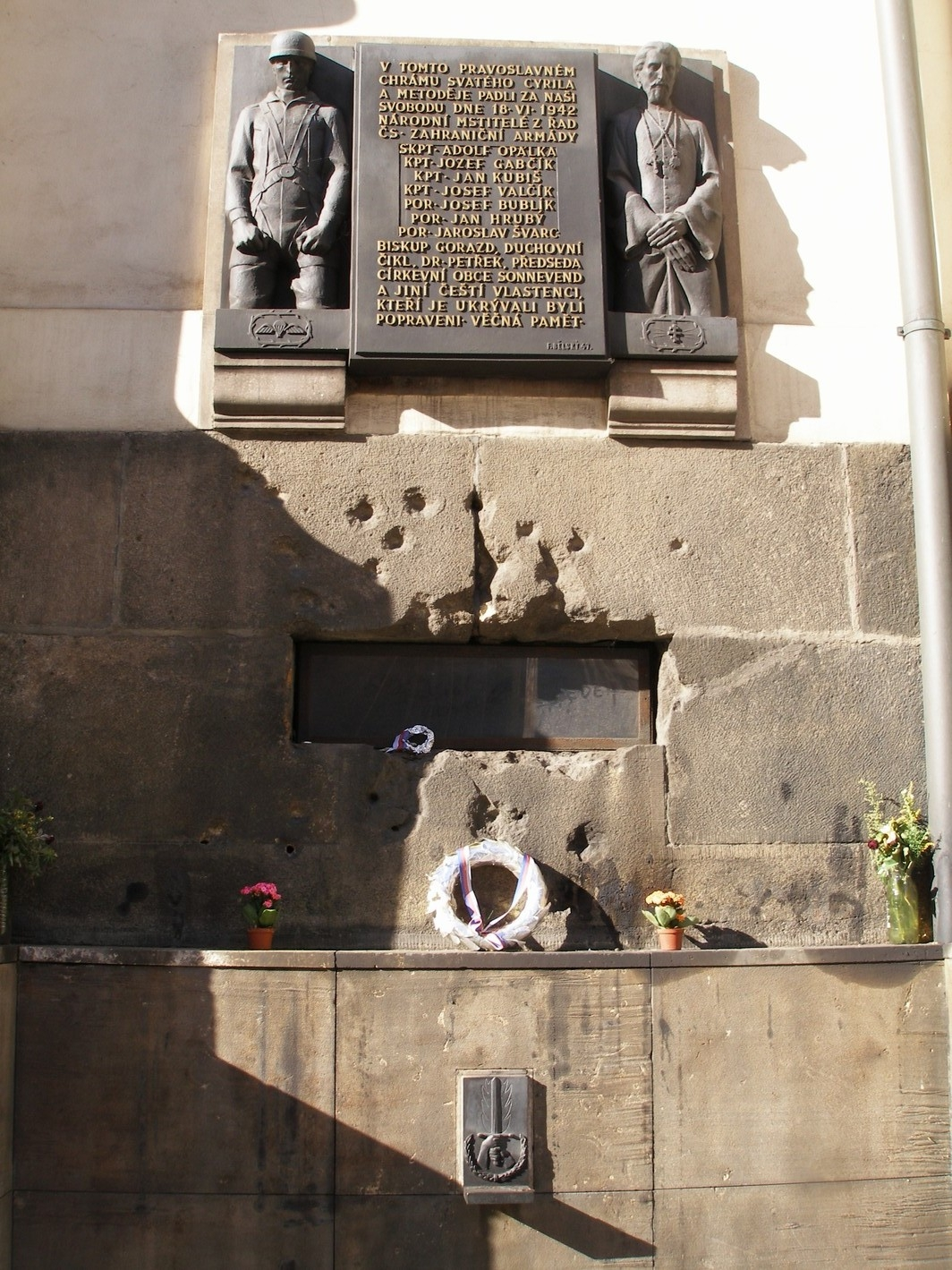
Tablica pamiątkowa ku czci spadochroniarzy i duchownych, którzy tu zginęli
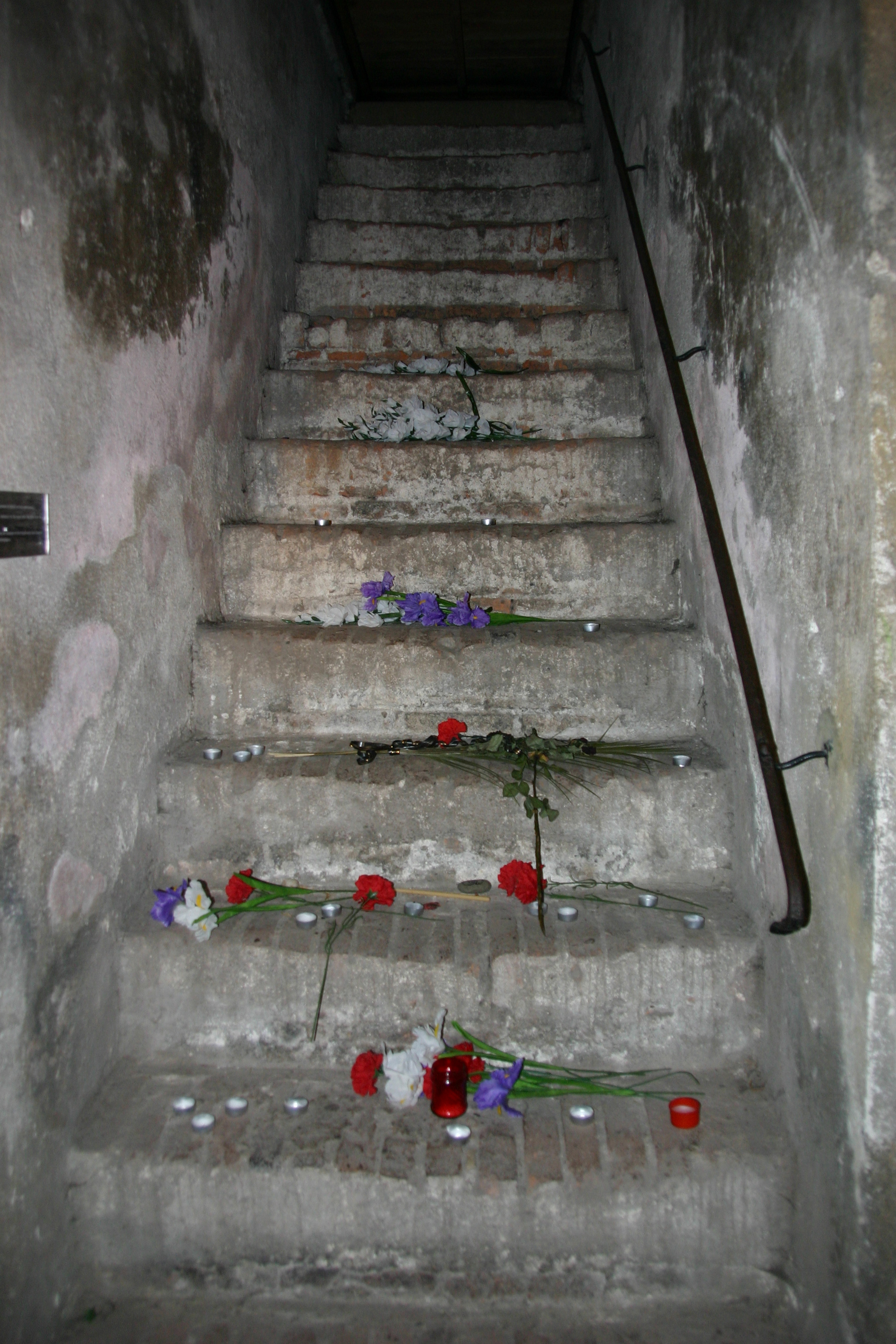
Schody do pomnika zabójców Heydricha w krypcie
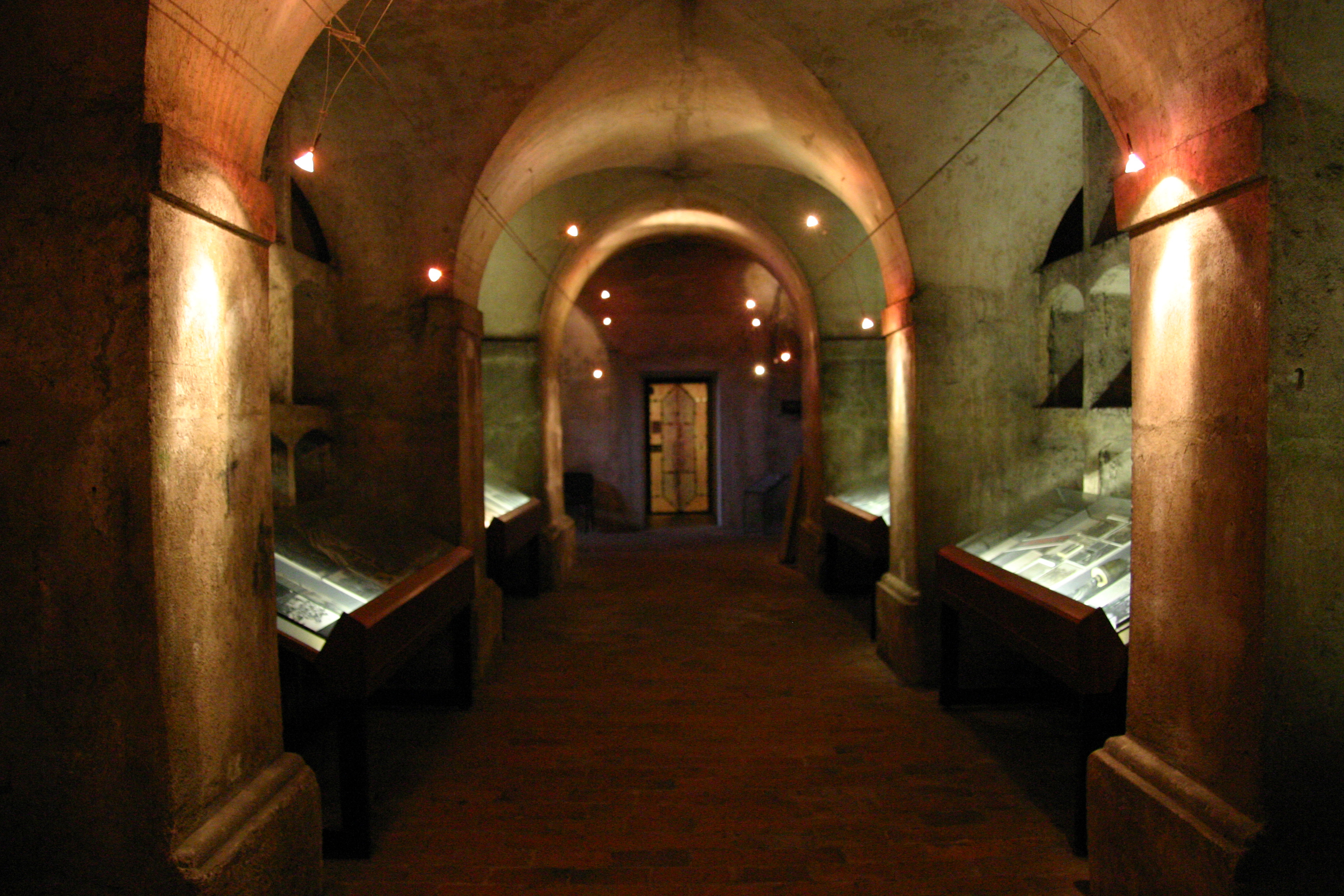
Pomnik zabójców Heydricha w krypcie